# Shane Smith (journaliste)
 (avril 2023).
La mise en forme du texte ne suit pas les recommandations de Wikipédia : il faut le « wikifier ».
Les points d'amélioration suivants sont les cas les plus fréquents :
- Les titres sont pré-formatés par le logiciel. Ils ne sont ni en capitales, ni en gras.
- Le texte ne doit pas être écrit en capitales (les noms de famille non plus), ni en gras, ni en italique, ni en « petit »…
- Le gras n'est utilisé que pour surligner le titre de l'article dans l'introduction, une seule fois.
- L'italique est rarement utilisé : mots en langue étrangère, titres d'œuvres, noms de bateaux, etc.
- Les citations ne sont pas en italique mais en corps de texte normal. Elles sont entourées par des guillemets français : « et ».
- Les listes à puces sont à éviter, des paragraphes rédigés étant largement préférés. Les tableaux sont à réserver à la présentation de données structurées (résultats, etc.).
- Les appels de note de bas de page (petits chiffres en exposant, introduits par l'outil «  Source ») sont à placer entre la fin de phrase et le point final[comme ça].
- Les liens internes (vers d'autres articles de Wikipédia) sont à choisir avec parcimonie. Créez des liens vers des articles approfondissant le sujet. Les termes génériques sans rapport avec le sujet sont à éviter, ainsi que les répétitions de liens vers un même terme.
- Les liens externes sont à placer uniquement dans une section « Liens externes », à la fin de l'article. Ces liens sont à choisir avec parcimonie suivant les règles définies. Si un lien sert de source à l'article, son insertion dans le texte est à faire par les notes de bas de page.
- La présentation des références doit suivre les conventions bibliographiques. Il est recommandé d'utiliser les modèles {{Ouvrage}}, {{Chapitre}}, {{Article}}, {{Lien web}} et/ou {{Bibliographie}}. Le mode d'édition visuel peut mettre en forme automatiquement les références.
- Insérer une infobox (cadre d'informations à droite) n'est pas obligatoire pour parachever la mise en page.

Pour une aide détaillée, merci de consulter Aide:Wikification.
Si vous pensez que ces points ont été résolus, vous pouvez retirer ce bandeau et améliorer la mise en forme d'un autre article.
Shane Smith, né le 28 septembre 1969 à Ottawa, est un journaliste canadien,. Président exécutif de la société de médias internationale Vice Media, qui exploite un réseau international de chaînes numériques, un studio de production télévisuelle, une maison de disques, une agence de services créatifs interne, une maison d'édition de livres et une division de longs métrages. Smith a été PDG de Vice depuis sa fondation jusqu'en mars 2018.
L'ancienne PDG d'A+E Networks, Nancy Dubuc, a été nommée PDG le 13 mars 2018. Dans son rôle de président exécutif, « Smith se concentrera désormais sur la création de contenu, d'accords et de partenariats stratégiques pour aider à développer l'entreprise ».

## Biographie
Shane Smith est né à Ottawa, en Ontario, en 1969. Il fréquente le Lisgar Collegiate Institute et obtient ensuite  un diplôme en littérature anglaise et en sciences politiques de l'Université Carleton.
Avant Vice, Smith est allé à l'université d'Ottawa, a joué dans des groupes punk locaux et a voyagé à travers l'Europe de l'Est avant de déménager à Montréal.

## Filmographie

### Producteur exécutif

#### Cinéma
- 2006 : VICE Guide to Travel
- 2007 : Heavy Metal In Baghdad
- 2011 : The VICE Guide To Everything
- 2014 : Fishing Without Nets
- 2014 : Shot: The Mick Rock Documentary
- 2015 : The Gangs of El Salvador
- 2015 : Contamination Nation
- 2016 : Dead Set on Life
- 2016 : Cyberwar
- 2016 : Abandoned
- 2016 : Terror
- 2016 : Vice Guide to Film
- 2016 : Vice Special Report: A House Divided
- 2017 : The Bad Batch[7]

#### Télévision
- depuis 2013 : Vice News (documentaire)

### Scénariste

#### Cinéma
- 2006 : VICE Guide to Travel

- 2009 : White Lightnin'

#### Télévision
- depuis 2013 : VICE

### Réalisateur
- 2006 : VICE Guide to Travel

### Correspondant
- 2006 : VICE Guide to Travel

- 2011 : The VICE Guide To Everything
- depuis 2013 : VICE

### Créateur
- 2006 : VICE Guide to Travel

### Hôte
- 2016 : Vice Special Report: A House Divided

## Récompenses
- 2016: Cannes Lions Media Person of the Year[8]
- 2015: Peabody Award - VICE News segment, "The Islamic State"[9]
- 2015: Peabody Award - VICE News segment, "Last Chance High"[9]
- 2015: Environmental Media Association Award for Best Reality Television Program - VICE on HBO, "Our Rising Oceans"[10]
- 2015: Advertising Age Creativity 50 All Stars[11]
- 2015: Frank Stanton Award for Excellence in Communication[12]
- 2015: Los Angeles Press Club Public Service Award In Journalism[13]
- 2014: Emmy Award for Outstanding Informational Series or Special - VICE on HBO[14]
- 2014: VICE Media ranked Fast Company's Number 3 Most Innovative Media Company[15]
- 2014: Environmental Media Association Award Nomination for Best Reality Television Program - VICE on HBO, "Greenland is Melting"[16]
- 2014: Brand Genius Award[17]
- 2014: Knight Innovation Award[18]
- 2013: VICE Media named Ad Age's Publishing Company of the Year[19]
- 2010: VICE Magazine named to Ad Age Magazine A-List (first free publication to be recognized)[20]